# WWF The Music, Vol. 4
WWF The Music, Vol. 4 es un álbum recopilatorio creado por la World Wrestling Federation y Jim Johnston lanzado el día martes 2 de noviembre de 1999. El álbum consta de 14 canciones.

## Lista de canciones
1. «Break The Walls Down» (Chris Jericho)
2. «Big» (The Big Show)
3. «No Chance in Hell» (The Corporation)
4. «Sexual Chocolate» (Mark Henry)
5. «This Is a Test» (Test)
6. «Wreck» (Mankind)
7. «Oh Hell Yeah» (Stone Cold Steve Austin)
8. «Danger At the Door» (D'Lo Brown)
9. «Blood Brother» (Christian)
10. «AssMan» (Billy Gunn)
11. «Ministry» (The Undertaker)
12. «My Time» (Triple H & Chyna)
13. «On the Edge» (Edge)
14. «Know Your Role» (The Rock)